# Kampershoek

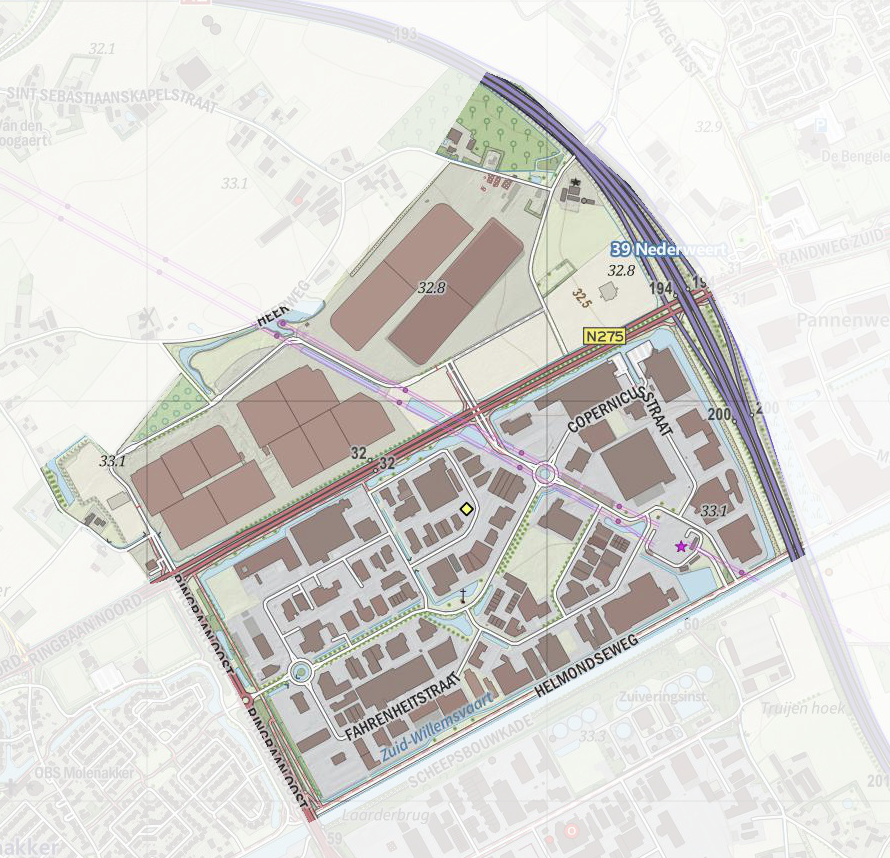
Kaart van Kampershoek (2022)

Kampershoek (Limburgs: Kampershoôk) is een bedrijventerrein en een voormalige buurtschap in de gemeente Weert in de Nederlandse provincie Limburg. Het bedrijventerrein meet 110 hectare, waarvan 4 hectare water. Via de afrit Nederweert is Kampershoek aangesloten op de snelweg A2.

## Geschiedenis
Oorspronkelijk lag op deze locatie de buurtschap Kampershoek, dat een aaneengesloten geheel vormde met het op Nederweerter grondgebied gelegen buurtschap Rosveld. De buurtschap Kampershoek bestond uit enkele boerderijen langs de Caelerweg en Heerweg. De buurtschap was vernoemd naar een in 1992 gesloopte boerderij, welke was gelegen aan de Caelerweg 15.
Vanaf 1989 werden plannen ontwikkeld door de gemeenten Weert en Nederweert om een bedrijventerrein in te richten op deze locatie. Op 1 januari 1991 werd de gemeentegrens verlegd naar de A2, waardoor het geplande bedrijventerrein in zijn geheel op grondgebied van de gemeente Weert zou komen te liggen. Gedurende de jaren 90 van de twintigste eeuw werden alle boerderijen en woningen in Kampershoek onteigend en gesloopt. Ook de bomen en het oorspronkelijke stratenpatroon werden verwijderd om plaats te maken voor bedrijven. Op 25 mei 1993 werd het nieuwe bedrijventerrein officieel geopend door de toenmalige burgemeester van Weert, Loekie van Maaren-van Balen.

## Opmerking
Op het bedrijventerrein bevindt zich de Kampershoekkapel, een moderne devotiekapel, gewijd aan Antonius van Weert (Martelaar van Gorcum) en Birgitta van Zweden.